# 上山滿之進
上山滿之進（日语：／ Kamiyama Mannoshin，1869年10月31日—1938年7月30日），日本山口縣人，台灣日治時期第11任總督（1926年7月16日－1928年6月16日）。

## 生平
1895年畢業於東京帝國大學英法科。歷任青森縣參事官、內閣法制局參事官、行政裁判所判定官、農商務省山林局長、熊本縣知事等，1914年出任大隈重信內閣之農商務省次官。1918年－1935年為貴族院議員，屬研究會派。1926年7月16日任台灣總督，任內大事：1927年蔣渭水等在台中組織臺灣民眾黨，在大稻埕組台灣工友總聯盟，總督府採分化、懷柔、彈壓與褫奪利權等手段進行分裂原台灣文化協會之組織。1928年台北帝國大學設立。對原住民以高砂族取代蕃族之稱，並積極調查研究；由於台灣銀行對鈴木商店等之不良借貸而引發日本金融恐慌危機，其力防本島更受波及，避免台灣銀行倒閉（此即為台灣銀行事件）。1928年4月15日謝雪紅、林木順在上海法租界成立「日本共產黨台灣民族支部」（即台灣共產黨）。1928年6月因朝鮮青年趙明河行刺訪台的久邇宮邦彥王之台中不敬事件而引咎辭職。1935年後任樞密顧問官。 
有《任臺灣總督書感》一詩，署名蔗庵 上山滿之進，原載於1926年8月21日《台灣日日新報》「遽拜恩綸荷顯榮，樓船破浪向南瀛。摩天阿里山容秀，扼海澎湖島影橫。已以微躬膺重寄，只當一念竭精誠。糟糠內子今無在，欲整衣冠暗淚生。」有些台灣文人以詩和之，台灣文學家陳虛谷發表《為台灣詩壇一哭》詩諷刺，引發一場論戰。同年8月27日，《台灣日日新報》的《無腔笛》欄刊登抨擊文章，陳虛谷以《駁北報的無腔笛》回之。